# Кемал Капетановић
Кемал Капетановић (Сарајево, 1921 — ?, 3. јун 1984) био је босанскохерцеговачки и југословенски научник на пољу металургије, инжењер, универзитетски професор и академик, доктор наука, амбасадор у УН и званичник АНУБиХ те умјетник. Оснивач је Металуршког института у Зеници, који се данас зове Институт „Кемал Капетановић” у Зеници.
Капетановић је био полиглота. Има сина, магистра наука Сеида; он је открио на предавању „Батонови мухабети” (које се одржава у Музеју града Зенице), да је његов отац Кемал понекад у слободно вријеме свирао виолину. Постоји и  анегдота око посјете Јосипа Броза Тита Институту за металургију у Зеници: људи су Титу испричали да Кемал Капетановић иде у џамију (био је муслиман), а Тито је на то одговорио: „Ако овај човјек то жели саградите му џамију усред овог парка.”; на крају је на Институту направљена ботаничка башта са егзотичним биљкама.